# Джак Бени
Джак Бени (на английски: Jack Benny; 14 февруари 1894 – 26 декември 1974) е американски актьор и комик. Постига успех със своята радиокомедия „Шоуто на Джак Бени“ (1932 – 1955), която по-късно е превърната в телевизионен сериал (1950 – 1965). След смъртта му вестник Ню Йорк Таймс описват как „неговият брилянтен талант за самоирония и окарикатуряване разсмиваше народа над 40 години.“

## Биография

### Ранен живот
Бенджамин Кубелски е роден на Свети Валентин 1894 г. в семейството на Ема Сакс-Кубелски и Майър Кубелски. Учи да свири на цигулка като дете, тъй като родителите му мечтаят той да стане прочут цигулар. Бенджамин харесва инструмента, но не и уроците.
След като го изключват от гимназията поради ниските му оценки, Бени прави първите си стъпки на сцената като цигулар във водевилни театри през 1911 г. Цигуларят Ян Кубелник го убеждава да си промени фамилното име, а по-късно танцьорът Бен Бърни го моли да смени първото си име. След това Бенджамин започва да се подвизава под името Джак Бени. През 1920-те години Бени постига огромен успех като театрален комик.

### Кариера в радиото
През 1932 г. „Шоуто на Джак Бени“ дебютира в радиоефира. Там той усъвършенства комедийната си персона.

### Кариера в киното
През 1929 г. Бени подписва 5-годишен договор с Метро-Голдуин-Майер. Участва във филмите The Hollywood Revue of 1929 (1929), „Лорд Байрон на Бродуей“ (1930), „Бродуейската мелодия на 1936“ (1935), „Да бъдеш или да не бъдеш“ (1942) и други.